# Temporada 1977-78 de los Atlanta Hawks
La temporada 1977-78 fue la décima de los Atlanta Hawks en la NBA en su ubicación de Atlanta, la vigésimo novena en la liga y la trigésimo segunda desde su fundación. La temporada regular acabó con 41 victorias y 41 derrotas, ocupando el sexto puesto de la Conferencia Este, clasificándose para los playoffs, en los que cayeron en primera ronda ante Washington Bullets.

## Elecciones en elDraft
| Ronda | Puesto | Jugador       | Posición | Nacionalidad   | Universidad |
| ----- | ------ | ------------- | -------- | -------------- | ----------- |
| 1     | 14     | Tree Rollins  | Pívot    | Estados Unidos | Clemson     |
| 3     | 48     | Sam Smith     | Escolta  | Estados Unidos | UNLV        |
| 3     | 49     | Eddie Johnson | Base     | Estados Unidos | Auburn      |

## Temporada regular
| División Central      | División Central | División Central | División Central | División Central | División Central | División Central | División Central | División Central |
| Equipo                | G                | P                | %                | PD               | Casa             | Fuera            | Div              |                  |
| --------------------- | ---------------- | ---------------- | ---------------- | ---------------- | ---------------- | ---------------- | ---------------- | ---------------- |
| y-San Antonio Spurs   | 52               | 30               | .634             | –                | 32–9             | 20–21            | 15–5             |                  |
| x-Washington Bullets  | 44               | 38               | .537             | 8                | 29–12            | 15–26            | 14–6             |                  |
| x-Cleveland Cavaliers | 43               | 39               | .524             | 9                | 27–14            | 16–25            | 9–11             |                  |
| x-Atlanta Hawks       | 41               | 41               | .500             | 11               | 29–12            | 12–29            | 8–12             |                  |
| New Orleans Jazz      | 39               | 43               | .476             | 13               | 27–14            | 12–29            | 8–12             |                  |
| Houston Rockets       | 28               | 54               | .341             | 24               | 21-20            | 7-34             | 6–14             |                  |

## Playoffs

### Primera ronda
Washington Bullets vs. Atlanta Hawks
| Fecha       | Partido                                   | Ciudad   |
| ----------- | ----------------------------------------- | -------- |
| 12 de abril | Washington Bullets 103, Atlanta Hawks 94  | Landover |
| 14 de abril | Atlanta Hawks 103, Washington Bullets 107 | Atlanta  |
|             | Washington Bullets gana las series 2-0    |          |

## Estadísticas
| Rk | Jugador        | Edad | P  | PT | MP   | TC  | TCI  | %TC  | TL  | TLI | %TL  | RO  | RD  | RT  | AS  | RB  | TAP | BP  | FP  | PTS  |
| -- | -------------- | ---- | -- | -- | ---- | --- | ---- | ---- | --- | --- | ---- | --- | --- | --- | --- | --- | --- | --- | --- | ---- |
| 1  | John Drew      | 23   | 70 |    | 31.5 | 8.5 | 17.7 | .480 | 6.2 | 8.2 | .760 | 3.0 | 4.3 | 7.3 | 2.0 | 1.7 | 0.4 | 3.0 | 3.5 | 23.2 |
| 2  | Steve Hawes    | 27   | 75 |    | 31.0 | 5.2 | 11.4 | .453 | 2.3 | 2.9 | .818 | 2.4 | 6.8 | 9.2 | 2.5 | 1.0 | 0.8 | 2.0 | 3.1 | 12.7 |
| 3  | Armond Hill    | 24   | 82 |    | 30.9 | 3.7 | 8.9  | .415 | 2.3 | 2.7 | .848 | 0.7 | 2.1 | 2.8 | 5.2 | 1.8 | 0.2 | 2.9 | 3.7 | 9.7  |
| 4  | Charlie Criss  | 29   | 77 |    | 25.1 | 4.1 | 9.8  | .425 | 3.1 | 3.8 | .797 | 0.3 | 1.3 | 1.6 | 3.8 | 1.4 | 0.1 | 1.9 | 1.9 | 11.4 |
| 5  | Ken Charles    | 26   | 21 |    | 24.8 | 3.5 | 8.8  | .397 | 2.0 | 2.4 | .840 | 0.3 | 0.9 | 1.1 | 3.9 | 1.2 | 0.2 | 1.8 | 2.5 | 9.0  |
| 6  | Tom McMillen   | 25   | 68 |    | 24.8 | 4.1 | 8.4  | .493 | 1.7 | 2.1 | .800 | 2.2 | 3.9 | 6.1 | 1.2 | 0.5 | 0.2 | 1.6 | 3.4 | 9.9  |
| 7  | Eddie Johnson  | 22   | 79 |    | 23.7 | 4.2 | 8.7  | .484 | 2.1 | 2.5 | .816 | 0.6 | 1.3 | 1.9 | 3.0 | 1.3 | 0.1 | 2.1 | 2.9 | 10.5 |
| 8  | Tree Rollins   | 22   | 80 |    | 22.4 | 3.2 | 6.5  | .487 | 1.3 | 1.9 | .703 | 2.2 | 4.7 | 6.9 | 1.0 | 0.7 | 2.7 | 1.5 | 4.1 | 7.6  |
| 9  | Ron Behagen    | 27   | 26 |    | 22.0 | 4.5 | 9.6  | .470 | 2.0 | 2.7 | .729 | 2.0 | 4.6 | 6.7 | 1.3 | 1.2 | 0.5 | 2.2 | 3.7 | 11.0 |
| 10 | John Brown     | 26   | 75 |    | 21.3 | 2.6 | 5.4  | .474 | 2.2 | 2.7 | .825 | 1.8 | 2.2 | 4.0 | 1.4 | 0.7 | 0.1 | 1.5 | 3.7 | 7.3  |
| 11 | Ollie Johnson  | 28   | 82 |    | 20.8 | 3.6 | 7.5  | .472 | 1.4 | 1.6 | .854 | 1.1 | 2.1 | 3.2 | 1.5 | 1.0 | 0.4 | 1.3 | 2.2 | 8.5  |
| 12 | Tony Robertson | 22   | 63 |    | 14.7 | 2.7 | 6.0  | .441 | 0.6 | 0.8 | .698 | 0.2 | 0.9 | 1.1 | 1.6 | 1.2 | 0.1 | 1.4 | 2.1 | 5.9  |
| 13 | Claude Terry   | 28   | 27 |    | 6.1  | 0.9 | 2.5  | .368 | 0.3 | 0.4 | .818 | 0.1 | 0.4 | 0.6 | 0.3 | 0.2 | 0.0 | 0.3 | 0.5 | 2.2  |

## Galardones y récords
| Jugador     | Galardón                     |
| Hubie Brown | Entrenador del año de la NBA |